# 吉村庄平
吉村 庄平（よしむら しょうへい、1959年 - ）は、日本の地方公務員 (技術公務員)、鉄道実業家。大阪府都市整備部長、大阪モノレール社長を歴任。

## 人物・経歴
大阪府立大手前高等学校卒業。京都大学大学院工学研究科土木工学専攻では防災研究所で学び、1983年（昭和58年）3月、修了。
同年4月、大阪府庁入庁。井出仁雄とは同じ京土会出身でかつ同期入庁であり、吉村は大阪府での出世コースの一つとされている河川畑を長く歩む。
1991年（平成3年）5月、土木部河川課主査（国土開発技術研究センター調査第一部副参事）。1995年5月、土木部河川課都市河川室調整係長。1996年4月、同河川室事業係長。寝屋川総合治水計画の立案に携わり、その中で地下河川整備に関わる。
1999年年5月、安威川ダム建設事務所主幹兼同建設課企画調整係長。2003年4月、富田林土木事務所維持管理課長。2004年4月、土木部交通道路室参事。2006年4月、都市整備部交通道路室街路課長。2008年4月、池田土木事務所長。2010年4月、政策企画部危機管理室長。2013年4月、都市整備部河川室長。2014年4月、都市整備部技監。
2015年7月、都市整備部長。同年9月、関西高速鉄道取締役。神崎川筋の防潮堤対策、北大阪急行電鉄延伸、新名神高速道路供用に向けたアクセス道路整備、大阪モノレールの門真市駅からの延伸、和泉市から和歌山県に至る国道480号開通などに取り組んだ。
2017年4月、都市整備部理事。
2017年6月、大阪高速鉄道（現：大阪モノレール株式会社）代表取締役社長就任。2018年5月、土木学会関西支部長。
2019年3月、大阪府定年退職。
2019年7月、大阪湾広域臨海環境整備センター副理事長。